# Ezmlm
ezmlm es un conjunto de software para la administración de listas de correo electrónico creado por Daniel J. Bernstein. Es similar al Mailman (GNU) o al Majordomo, pero que trabaja únicamente con el servidor de correo qmail. Su distribución está dentro del dominio público y la última versión estable fue lanzada en 1997. Los parches ezmlm-idx incluyen varias características útiles, como un editor MIME entre otros.

## Características
ezmlm entrega las características más comunes en las listas de correo electrónico: listas moderadas, suscripción y de-suscripción automáticas, y creación de listas en modo digest. ezmlm aprovecha las características de qmail para permitir que usuarios normales puedan crear y administrar listas de correo sin necesidad de tener privilegios de administrador o superusuario.
A diferencia de otros softwares para la administración de listas de correos, ezmlm tiene una interfaz de línea de comandos. Los administradores de lista, por lo general, no necesitan editar archivos de configuración. Por ejemplo, el comando para crear una nueva lista de correo es:
```
$ ezmlm-make ~/list ~/.qmail-list `whoami`-list host
```

Y el comando para suscribir o de-suscribir, de manera manual, a alguien de una lista es:
```
$ ezmlm-sub ~/list mailbox
```

Y
```
$ ezmlm-unsub ~/list mailbox
```

- Datos: Q310399